# Licania cuprea
Licania cuprea är en tvåhjärtbladig växtart som beskrevs av Noel Yvri Sandwith. Licania cuprea ingår i släktet Licania och familjen Chrysobalanaceae. Inga underarter finns listade i Catalogue of Life.